# 에단 스티펄
에단 스티펄(Ethan Stiefel, 1973년 2월 13일 ~ )은 미국의 안무가, 발레 무용수, 영화배우이다.

## 영화
- 열정의 무대 2 (2008년)
- 열정의 무대 (2000년) - 쿠퍼 역